# Middle Point (Ohio)
Pour les articles homonymes, voir Middle Point.
Middle Point est un village américain situé dans le comté de Van Wert, dans l'Ohio. Selon le recensement de 2010, sa population est de 576 habitants.